# Stazione di Campiello
La stazione di Campiello è stata una fermata ferroviaria posta lungo la ex linea ferroviaria a scartamento ridotto Rocchette-Asiago chiusa nel 31 luglio 1958. Si trovava lungo la valle omonima, all'incirca all'altezza dell'incrocio che porta verso la zona del Monte Cengio.